# Allen Collins
Larkin Allen Collins Jr. (Jacksonville, Flórida, 19 de julho de 1952 - 23 de janeiro de 1990) foi um dos fundadores e guitarrista da banda de Southern rock Lynyrd Skynyrd. Tido por muitos como o coração do Lynyrd Skynyrd - sendo Ronnie Van Zant a alma do grupo - o guitarrista Allen Larkin Collins celebrizou-se pelo seu furioso solo em "Freebird" e junto ao vocalista, compôs boa parte dos clássicos do Lynyrd Skynyrd, dentre eles "Tuesday's Gone", "Comin Home", "The Ballad of Curtis Loew", "Gimme Back My Bullets" e "That Smell", além da citada "Freebird".

## Carreira musical
Allen Collins deu início ao que se tornaria uma das mais memoráveis bandas de Southern Rock que o mundo já viu. Collins se juntou ao grupo duas semanas após Ronnie Van Zant e Gary Rossington, junto com Bob Burns e Larry Junstrom formarem a banda. Então veio o nascimento da Banda Lynyrd Skynyrd, no verão de 1964. Allen Collins e o vocalista Ronnie Van Zant compuseram muitos dos maiores hits da Banda, incluindo "Free Bird", "Gimme Three Steps", e "That Smell". A banda fez um grande sucesso nacional no início de 1973, enquanto que a Banda The Who estava com sua turnê Quadrophenia.

## Acidente da banda
No auge do sucesso do Lynyrd Skynyrd, quando tudo parecia que ia bem, um trágico acidente impactou a carreira da banda: No dia 20 de outubro de 1977, 26 pessoas, incluindo os músicos, roadies e tripulação, partiram em direção ao estado de Lousiana no avião particular da banda, um Convair 240. Apresentando falhas mecânicas (apontando que tenha sido a quantidade insuficiente de combustivel para cobrir a distancia), o avião caiu numa floresta perto do Mississipi. O vocalista Ronnie Van Zant e o guitarrista Steve Gaines morreram na hora.
Collins ficou gravemente ferido no acidente, sofrendo com duas vértebras quebradas no seu pescoço e graves danos ao seu braço direito. Embora a amputação tenha sido recomendada, o pai de Collins recusou e logo depois eventualmente Allen se recuperou.
No início dos anos 1980, Collins voltou a tocar guitarra, dessa vez com a banda "The Rossington-Collins Band" que fez pouco sucesso na época. Mais tarde com a saída de Gary Rossington, Allen resolve continuar tocando, surgindo então a Banda "Allen Collins Band". Em 1981, a tragédia atingiu novamente Collins, sua esposa Kathy faleceu repentinamente de uma hemorragia após um aborto natural.

## O acidente automobilístico
Em 1986 um acidente de carro deixou Collins paralisado da cintura para baixo, com utilização limitada de seus braços e mãos. Desde então nunca mais tocaria guitarra novamente.

## Reunião do grupo
Todos os membros restantes do Lynyrd Skynyrd se juntaram para realizar uma reunião em 1987, mas devido à sua lesão Collins só conseguiu participar como diretor musical.

## Morte
Allen Collins morreu no dia 23 de janeiro de 1990, vítima de pneumonia resultante de complicações crônicas do seu primeiro acidente. Ele foi enterrado em Jacksonville, Flórida.

## Instrumentos
Collins utilizava uma guitarra "Gibson Firebird" equipada com cromo. Em 1976 ele mudou para uma guitarra "Korina Gibson Explorer" com acabamento em cor natural, sendo então usada no tempo em que tocou na Allen Collins Band. A partir de 1977, Allen veio a usar também uma "Gibson Les Paul Jr." ocasionalmente. Nas músicas "Gimme Back My Bullets", "Sweet Home Alabama", e muitas outras canções, ele usou uma "Fender Stratocaster Sunburst" após Ed King sair do Lynyrd Skynyrd.